# Donald Duck Vakantieboek
Donald Duck Vakantieboek, tot 1998 Donald Duck Groot Vakantieboek genoemd, is een jaarlijkse uitgave in albumformaat van Sanoma Uitgevers. De boeken komen sinds 1978 elke zomer uit en bevatten een mix van puzzels, spelletjes, leesverhalen en stripverhalen van Disneyfiguren. De stripverhalen komen met name van de Deense uitgeverij Egmont. Daarnaast bevatten de vakantieboeken onder meer verhalen geproduceerd voor het Nederlandse weekblad Donald Duck, filmstrips, oude Mickey Mousestrips van Floyd Gottfredson en andere verhalen van Amerikaanse Disneyauteurs. De oudste uitgaven van het Donald Duck Vakantieboek werden voornamelijk met Amerikaans materiaal gevuld. De eerste uitgaven zijn nog volledig zwart-wit, vanaf 1984 worden de uitgaven gedeeltelijk zwart-wit en vierkleurendruk om vervolgens helemaal in kleur te verschijnen.
De verhalen die in de vakantieboeken gepubliceerd worden staan doorgaans op zichzelf. Een uitzondering daarop vormen de verhalen uit de reeks Excaliborum, geschreven door Carol en Pat McGreal en getekend door Cèsar Ferioli Pelaez. Van deze vierdelige reeks zijn tot op heden twee delen verschenen in de vakantieboeken. Deel 3 werd het eerst gepubliceerd, in Vakantieboek 2004. Twee jaar later verscheen deel 2.
Vanaf 2009 zijn er ook vakantieboeken te koop met andere Disneypersonages in de hoofdrol. Deze uitgaven zijn in prijs en formaat vergelijkbaar met het Donald Duck Vakantieboek. Een voorbeeld is het Zware Jongens Vakantieboek, gevuld met verhalen waarin de Zware Jongens een rol spelen.  
De winterse tegenhanger van het Donald Duck Vakantieboek is het Donald Duck Winterboek, dat vanaf 1980 wordt uitgegeven.